# Les Crayons
Les Crayons est une chanson française écrite, en 1945, par Bourvil et Étienne Lorin pour la musique.
Il s'agit d'une parodie de chanson réaliste. Des commentaires parlés, qui portent la marque de fabrique du personnage d'« imbécile heureux » développé par Bourvil, sont intercalés entre les couplets.
Cette chanson, interprétée par Bourvil dans le film La Ferme du pendu, lance sa carrière au music-hall.
Il en  existe deux versions : l'une de 3:37 et l'autre de 4:10 ; l'orchestration est différente, la première comporte principalement des cuivres, alors qu'un accordéon est présent dans la seconde.